# Олімпійські монети
Олімпійські монети — пам'ятні монети, що випускаються на честь Олімпійських ігор сучасності. Вперше монету на честь Олімпіади в Гельсінки 1952 року випустив Банк Фінляндії. В подальшому національні банки країн, міста яких приймають олімпійські ігри, випустили десятки монет з дорогоцінних та недорогоцінних металів, присвячених Олімпіаді. Здебільшого монети розраховані на колекціонерів, хоча деякі країни випускали й обігові монети.

## Монети на честь Літніх Олімпійських ігор

### Кількість монет
| Рік  | Ігри                    | Місто та країна                          | Кількість монет |
| 1952 | XV Олімпійські ігри     | Гельсінкі, Фінляндія                     | 1               |
| 1964 | XVIII Олімпійські ігри  | Токіо, Японія                            | 2               |
| 1968 | XIX Олімпійські ігри    | Мехіко, Мексика                          | 1               |
| 1972 | XX Олімпійські ігри     | Мюнхен, Федеративна Республіка Німеччина | 6               |
| 1976 | XXI Олімпійські ігри    | Монреаль, Канада                         | 30 (24)         |
| 1980 | XXII Олімпійські ігри   | Москва, СРСР                             | 45              |
| 1984 | XXIII Олімпійські ігри  | Лос-Анджелес, США                        |                 |
| 1988 | XXIV Олімпійські ігри   | Сеул, Республіка Корея                   | 32              |
| 1992 | XXV Олімпійські ігри    | Барселона, Іспанія                       | 30              |
| 1996 | XXVI Олімпійські ігри   | Атланта, США                             | 16              |
| 2000 | XXVII Олімпійські ігри  | Сідней, Австралія                        | 49              |
| 2004 | XXVIII Олімпійські ігри | Афіни, Греція                            | 27              |
| 2008 | XXIX Олімпійські ігри   | Пекін, Китайська Народна Республіка      | 27              |
| 2012 | XXX Олімпійські ігри    | Лондон, Велика Британія                  | 29              |
| 2016 | XXXI Олімпійські ігри   | Ріо-де-Жанейро, Бразилія                 | 36              |
| 2020 | ХХХІІ Олімпійські ігри  | Токіо                                    | Японія          |

## Монети на честь Зимових Олімпійських ігор
| Рік  | Ігри                          | Місто, країна               | Кількість монет |
| 1964 | IX Зимові Олімпійські ігри    | Інсбрук, Австрія            | 1               |
| 1972 | XI Зимові Олімпійські ігри    | Саппоро, Японія             | 1               |
| 1976 | XII Зимові Олімпійські ігри   | Інсбрук, Австрія            | 4               |
| 1984 | XIV Зимові Олімпійські ігри   | Сараєво, Югославія          | 18              |
| 1988 | XV Зимові Олімпійські ігри    | Калгарі, Канада             | 11              |
| 1992 | XVI Зимові Олімпійські ігри   | Альбервіль, Франція         | 15              |
| 1994 | XVII Зимові Олімпійські ігри  | Ліллехамер, Норвегія        | 16              |
| 1998 | XVIII Зимові Олімпійські ігри | Нагано, Японія              | ?               |
| 2002 | XIX Зимові Олімпійські ігри   | Солт-Лейк-Сіті, США         | 2               |
| 2006 | XX Зимові Олімпійські ігри    | Турин, Італія               | 11              |
| 2010 | XXI Зимові Олімпійські ігри   | Ванкувер, Канада            | 17              |
| 2014 | XXII Зимові Олімпійські ігри  | Сочі, Росія                 | 46              |
| 2018 | XXIII Зимові Олімпійські ігри | Пхьончхан, Республіка Корея |                 |

## Монети на честь століття олімпійського руху
У 1992—1996 роках Міжнародний олімпійський комітет запровадив програму пам'ятних монет на честь століття новітнього олімпійського руху. Програму очолив віце-президент МОК Дік Паунд. У рамках програми було випущено 90 тисяч золотих та 500 тисяч срібних монет у 40 різних країнах.

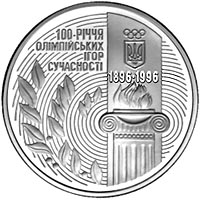
200000 карбованців 100 років Олімпійських ігор сучасності 1996 року

Серед монет програми — пам'ятна монета у 200000 карбованців 100 років Олімпійських ігор сучасності, випущена Національним банком України.
Також Греція у 1996 році випустила 3 монети: 2 срібні номіналом 1000 драхм та золоту номіналом у 20000 драхм.

## Українські олімпійські монети
Станом на 2021 рік в Україні не проводилося Олімпійських ігор, проте на честь участі українських спортсменів у змаганнях Національний банк України до кожної Олімпіади випускає серію пам'ятних монет.
| Ігри                                | Місто та країна          | Назва монети                                                                   | Аверс       | Реверс      |
| ----------------------------------- | ------------------------ | ------------------------------------------------------------------------------ | ----------- | ----------- |
| XXVI Олімпійські ігри, 1996         | Атланта, США             | 200 000 карбованців «100-річчя Олімпійських ігор сучасності», 1996, мельхіор   |             |             |
| XXVI Олімпійські ігри, 1996         | Атланта, США             | 200 0000 карбованців «100-річчя Олімпійських ігор сучасності», 1996, срібло    |             |             |
| XXVI Олімпійські ігри, 1996         | Атланта, США             | 200 000 карбованців «Перша участь у літніх Олімпійських іграх», 1996, мельхіор |             |             |
| XXVI Олімпійські ігри, 1996         | Атланта, США             | 200 0000 карбованців «Перша участь у літніх Олімпійських іграх», 1996, срібло  |             |             |
| XVIII Зимові Олімпійські ігри, 1998 | Нагано, Японія           | 10 гривень «Лижі», 1998, срібло                                                |             |             |
| XVIII Зимові Олімпійські ігри, 1998 | Нагано, Японія           | 10 гривень «Фігурне катання», 1998, срібло                                     |             |             |
| XVIII Зимові Олімпійські ігри, 1998 | Нагано, Японія           | 10 гривень «Біатлон», 1998, срібло                                             |             |             |
| XXVII Олімпійські ігри, 2000        | Сідней, Австралія        | 2 гривні «Паралельні бруси», 1999, нейзільбер                                  |             |             |
| XXVII Олімпійські ігри, 2000        | Сідней, Австралія        | 2 гривні «Потрійний стрибок», 1999, нейзільбер                                 |             |             |
| XXVII Олімпійські ігри, 2000        | Сідней, Австралія        | 2 гривні «Вітрильний спорт», 1999, нейзільбер                                  |             |             |
| XXVII Олімпійські ігри, 2000        | Сідней, Австралія        | 2 гривні «Художня гімнастика», 1999, нейзільбер                                |             |             |
| XXVII Олімпійські ігри, 2000        | Сідней, Австралія        | 10 гривень «Паралельні бруси», 1999, срібло                                    |             |             |
| XXVII Олімпійські ігри, 2000        | Сідней, Австралія        | 10 гривень «Потрійний стрибок», 1999, срібло                                   |             |             |
| XIX Зимові Олімпійські ігри, 2002   | Солт-Лейк-Сіті, США      | 2 гривні «Танці на льоду», 2002, нейзільбер                                    |             |             |
| XIX Зимові Олімпійські ігри, 2002   | Солт-Лейк-Сіті, США      | 2 гривні «Хокей», 2002, нейзільбер                                             |             |             |
| XIX Зимові Олімпійські ігри, 2002   | Солт-Лейк-Сіті, США      | 2 гривні «Ковзанярський спорт», 2002, нейзільбер                               |             |             |
| XIX Зимові Олімпійські ігри, 2002   | Солт-Лейк-Сіті, США      | 10 гривнень «Танці на льоду», 2002, срібло                                     |             |             |
| XIX Зимові Олімпійські ігри, 2002   | Солт-Лейк-Сіті, США      | 2 гривні «Хокей», 2002, срібло                                                 |             |             |
| XIX Зимові Олімпійські ігри, 2002   | Солт-Лейк-Сіті, США      | 10 гривень «Ковзанярський спорт», 2002, срібло                                 |             |             |
| XXVIII Олімпійські ігри, 2004       | Афіни, Греція            | 2 гривні «Плавання», 2002, нейзильбер                                          |             |             |
| XXVIII Олімпійські ігри, 2004       | Афіни, Греція            | 2 гривні «Бокс», 2003, нейзильбер                                              |             |             |
| XXVIII Олімпійські ігри, 2004       | Афіни, Греція            | 10 гривень «Плавання», 2002, срібло                                            |             |             |
| XXVIII Олімпійські ігри, 2004       | Афіни, Греція            | 10 гривень «Бокс», 2003, срібло                                                |             |             |
| XXVIII Олімпійські ігри, 2004       | Афіни, Греція            | 20 гривень «Ігри XXVIII Олімпіади 2004 року», 2004, срібло                     |             |             |
| XX Зимові Олімпійські ігри, 2006    | Турин, Італія            | 10 гривень «Зимові Олімпійські ігри 2006», 2006, срібло                        |             |             |
| XXIX Олімпійські ігри, 2008         | Пекін, КНР               | не випущено                                                                    | не випущено | не випущено |
| XXI Зимові Олімпійські ігри, 2010   | Ванкувер, Канада         | 10 гривень «XXI зимові Олімпійські ігри», 2010, срібло                         |             |             |
| XXX Олімпійські ігри, 2012          | Лондон, Велика Британія  | 2 гривні «Ігри XXX Олімпіади», 2012, нейзильбер                                |             |             |
| XXX Олімпійські ігри, 2012          | Лондон, Велика Британія  | 10 гривень «Ігри XXX Олімпіади», 2012, срібло                                  |             |             |
| XXII Зимові Олімпійські ігри, 2014  | Сочі, Росія              | 2 гривні "XXII зимові Олімпійські ігри, 2014, нейзильбер                       |             |             |
| XXII Зимові Олімпійські ігри, 2014  | Сочі, Росія              | 10 гривень «XXII зимові Олімпійські ігри», 2014, срібло                        |             |             |
| XXXI Олімпійські ігри, 2016         | Ріо-де-Жанейро, Бразилія | 2 гривні «Ігри XXXI Олімпіади», 2016, нейзильбер                               |             |             |
| XXXI Олімпійські ігри, 2016         | Ріо-де-Жанейро, Бразилія | 10 гривень «Ігри XXXI Олімпіади», 2016, срібло                                 |             |             |